# Томмі Лі
Томмі Лі (англ. Tommy Lee; справжнє ім'я Томас Лі Басс, англ. Thomas Lee Bass; род. 3 жовтня 1962 року, Афіни, Греція) — барабанщик американської рок-групи Mötley Crüe, діджей.
Також відомий, як учасник проектів Methods Of Mayhem та Rock Star Supernova. Працював діджеєм. Був одружений з акторкою Гізер Локлір та моделлю й акторкою Памелою Андерсон.

## Ранні роки
Томмі Лі народився 3 жовтня в Афінах. Його батько був військовим армії США, а мати була володаркою титулу Міс Греція. Сім'я переїхала в Каліфорнію через рік після народження Томмі.
Свій перший барабан він отримав в 4 роки, а свою першу ударну установку вже будучи підлітком. У Томмі також є молодша сестра, Афіна Лі, яка була одружена з Джеймсом Коттаком, барабанщиком групи Scorpions. Також, вона є барабанщицею групи Krunk.
Будучи підлітком, Томмі слухав Queen, Kiss, Led Zeppelin, Deep Purple, та Judas Priest. На Томмі Лі
дуже сильний вплив зробила гра Пітера Кріса, барабанщика групи Kiss. Томмі Лі залишив школу, щоб зосередитись на своїй музичній кар'єрі.

## Інше
В середині 1990-х в інтернеті з'явилось любительське відео, зняте Томмі Лі та Памелою Андерсон, де вони займаються сексом на яхті. Це викликало ряд скандалів в суспільстві.